# Ismail Ertug
 (juillet 2017).
Ismail Ertug (en turc : İsmail Ertuğ), né le 5 décembre 1975 à Amberg, est un homme politique allemand, membre du Parti social-démocrate (SPD).

## Biographie
Ismail Ertug est né en 1975 à Amberg dans une famille ouvriers turcs de Seferihisar (Izmir) ayant immigré en Allemagne en 1972. Après avoir fini sa formation d’agent technico-commercial, Ertug travaille comme conseiller clientèle à la Caisse centrale d’assurance maladie allemande (AOK) où il fait ses études de gestion de la caisse maladie. Après ses études, il travaille dans le domaine de la consultation stratégique du service commercial.
Il est marié et a deux enfants[réf. nécessaire].

### Affiliation à la « SPD » et les « Jusos »
La carrière politique d’Ertug commence avec son affiliation au Parti social-démocrate de l’Allemagne et son organisation de jeunesse (Jusos) en 1999. Du 1er janvier 2004 au 31 décembre 2009 et à nouveau à partir de 2014, il est membre du conseil municipal de la ville d’Amberg. Par ailleurs, Ertug est assesseur du bureau du Parti Social-Démocrate en Bavière depuis 2014.

### Député européen

#### 7elégislature (2009-2014)
Membre du Parti social-démocrate d'Allemagne, Ismail Ertug est élu en juillet 2009 député européen. Au cours de sa première législature il est membre de la commission des transports et du tourisme (TRAN) ainsi que de la commission pour l’agriculture et le développement rural (AGRI). Par ailleurs, Ismail Ertug est engagé au sein de la délégation à la commission parlementaire mixte « UE-Turquie » et comme membre adjoint de la délégation pour les relations entre l’UE et Israël. Ertug se fait connaitre en outre grâce à sa fonction de co-rapporteur du Parlement européen concernant le règlement des réseaux transeuropéens de transports (TEN-V).

#### 8elégislature (2014-2019)
Pendant sa deuxième législature dans le Parlement européen, Ertug continue à être au sein de la commission pour les transports et le tourisme (TRAN). Depuis sa réélection en juillet 2014 il exerce la fonction de porte-parole d’Alliance progressiste des socialistes et démocrates au Parlement européen (S&D) pour la politique des transports et du tourisme. De plus Ertug est membre suppléant de la commission pour l’environnement, la santé publique et la sécurité alimentaire (ENVI). En outre il est membre de la délégation aux commissions pour la coopération parlementaire UE-Kazakhstan, UE-Kirghizistan, UE-Ouzbékistan, Tadjikistan ainsi que pour les relations entre l’UE et Turkménistan et la Mongolie (DCAS). Par ailleurs, Ertug est membre suppléant de la délégation pour les relations avec les pays de l’Asie du Sud-Est et l’Association des nations de l’Asie du Sud-Est (ANASE) ainsi que de la délégation à l’Assemblée parlementaire paritaire « ACP-UE ».
À côté du travail législatif au sein des commissions TRAN et ENVI et le travail au sein des délégations, Ertug est co-président de « EP Turkey Forum «, un groupe informel qui rassemble plus de 70 députés européens de différents partis du parlement européen. Le but est de suivre de près les négociations concernant l’adhésion de la Turquie à l’Union Européenne.
En 2016, Ertug fait partie de la commission d’enquête sur les mesures des émissions dans le secteur automobile (EMIS) qui a remis ses conclusions en mars 2017.

#### 9elégislature (2019-2023)
Ertug est réélu en 2019. Il démissionne de son mandat le 2 juillet 2023.

### Affiliations
Ertug est membre du syndicat allemand « syndicat unifié des services » (ver.di), de Greenpeace, de l’association « Arbeiterwohlfahrt (AWO) », qui est le service social ouvrier allemand, Mobifair, Rail Forum Europe, « Gemeinsam leben und lernen in Europa e.V. » et de l’alliance pour l’action allemand contre le racisme « Bunt statt braun ». Par ailleurs, il est mentor du programme « école sans racisme » pour l’école secondaire de Franz-Xaver-von-Schönwerth à Amberg.